# Moldavië op de Europese kampioenschappen atletiek 2010
Moldavië werd vertegenwoordigd door zes atleten op de Europese kampioenschappen atletiek 2010.

## Deelnemers
| Onderdeel           | Mannen            | Vrouwen                          |
| ------------------- | ----------------- | -------------------------------- |
| 800 m               |                   | Olga Cristea                     |
| 3000 m steeplechase | Ion Luchianov     | Oxana Juravel                    |
| hoogspringen        |                   | Marina Marghiev Zalina Marghieva |
| hink-stap-springen  | Vladimir Letnicov |                                  |

## Resultaten

### 800 m vrouwen
- Olga Cristea
  - 1e ronde: 2.02,31 (SB) (NQ)

### 3000 m steeple

#### Mannen
- Luchianov
  - 4e: 8.19,64 (SB)

#### Vrouwen
- Oxana Juravel
  - 12e: 9.55,39 (in reeks 9.53,43)

### hink-stap-springen mannen
- Vladimir Letnicov
  - 12e: 16,37 m (in kwal. 16,94 m)

### kogelslingeren vrouwen
- Marina Marghieva
  - 6e: 70,77 m
- Zalina Marghieva
  - 5e: 70,83 m

Albanië · Andorra · Armenië · Azerbeidzjan · België · Bosnië en Herzegovina · Bulgarije · Cyprus · Denemarken · Duitsland · Estland · Finland · Frankrijk · Georgië · Gibraltar · Griekenland · Groot-Brittannië · Hongarije · Ierland · IJsland · Israël · Italië · Kroatië · Letland · Liechtenstein · Litouwen · Luxemburg · Macedonië · Malta · Moldavië · Monaco · Montenegro · Nederland · Noorwegen · Oekraïne · Oostenrijk · Polen · Portugal · Roemenië · Rusland · San Marino · Servië · Slovenië · Slowakije · Spanje · Tsjechië · Turkije · Wit-Rusland · Zweden · Zwitserland